# تينغ (دشتياري)
تينغ (بالفارسية: تینگ) هي قرية تقع في قسم نغور الريفي (مقاطعة تشابهار) في إيران. يقدر عدد سكانها بـ 108 نسمة بحسب إحصاء 2016.